# Šentjernej
Šentjernej là một khu tự quản (tiếng Slovenia: občine, số ít – občina) trong vùng Dolenjska của Slovenia. Šentjernej có diện tích 96 km2, dân số là theo điều tra ngày 31 tháng 3 năm 2002 là 6583 người. Thủ phủ khu tự quản Šentjernej đóng tại Šentjernej.